# 孫濟遠
孫濟遠（1533年—1575年），字承澤，號合溪，直隸太平府當塗縣人，明朝政治人物。

## 生平
治《書經》，嘉靖四十三年（1564年）由府學生中式甲子科應天府鄉試第四十二名舉人，嘉靖四十四年（1565年）聯捷乙丑科會試第三百八十名，第三甲第三百零三名進士。吏部观政，隆慶元年（1567年）四月授饶州府推官，四年八月考选浙江道御史，差巡按四川，万历二年（1574年）正月差巡按贵州，三年八月卒。

## 家族
曾祖孫讓，知縣；祖孫洪；父孫綱，府同知進階朝列大夫；嫡母劉氏；生母劉氏。慈侍下，妻端氏，繼妻黃氏；楊氏；行二，兄孫濟美（知縣）。